# Хамдам, Улугбек
Улугбек Хамдам (Улугбек Абдувахобович Хамдамов; род. 24 апреля 1968) — узбекский писатель и переводчик.

## Биография
Родился 24 апреля 1968 года в семье столяра в Юкори Равватской махалле Мархаматского района Андижанской области Узбекистана.
В 1986-1988 годах проходил военную службу в Украинской ССР. 
В 1988 году поступил на филологический факультет Ташкентского государственного университета, который окончил в 1993 году. В 1992 году согласно государственного учебного распределения для продолжения учёбы был направлен в Турцию в город Конъё.
В 1993—1994 годах работал преподавателем в Институте Востоковедения[каком?].
В 1994—1996 годах окончил аспирантуру при факультете узбекской филологии Национального университета Республики Узбекистан.
В 1997 году защитил кандидатскую диссертацию на тему «Проблемы узбекской „чистой лирики“ в поэзии 30-х годов XX века» (на примере стихотворений Айбека).
В настоящее время работает над докторской диссертацией «Социально-психологическое основополагающее в эволюционном мышлении узбекской поэзии XX века».
С 1997 года по настоящее время работает старшим научным сотрудником Института языка и литературы им А. Навои Академии наук Узбекистана.
С 2003 года — член Союза писателей Узбекистана.
С 2009 года — главный редактор журнала «Звезда Востока».

## Изданные прозаические произведения
- «Одиночество», повесть и рассказы, 1998 г.; на русском языке: литературный журнал «Звезда Востока», № 2, 2012
- «Равновесие», роман, 1997 г.;
- «Бунт и смирение», роман. [О романе — сайт Челябинского Государственного Педагогического университета http://www.cspu.ru/uchenomu/magazines/2012_3.pdf], 2003 г.
- «Сабо и Самандар», роман изд. «Узбекистан», 2011 г.;
- «Далекая Дильнура», повесть, рассказы, стихи, 2010.

## Поэтические произведения
- «Бунт, который ведёт к Богу», поэтический сборник, 1997 г.;
- «Цветок розы», поэтический сборник, 2005 г.;
- «Я ждал тебя…», поэтический сборник, 2007 г.

## Переводы
- Джалалиддин Руми. «Вещь в себя», 1993 г.;
- Проф. Др. Осман Турон. «История идеологии тюркских народов», 1995 г.
- В 2018 году в издательстве «Магариф — вакит» в Казани его произведение «Ялгызлык[1][2]»(Одиночество) было переведено на татарский язык и издано тиражом 500 экземпляров, переводчик Факил Сафин.

## Основные опубликованные научные работы
1. «Эволюция в художественном мышлении», монография. 6,25 печ. л, издательство «Янги аср авлоди», 2002 г.
2. «Обновления в стремлениях». Сборник научных статей, 10 печ. л. Ташкент издательство «Фан», 2007 г.
3. «История узбекской литературы» в нескольких томах. Литературные портреты Шавката Рахмона и Аскада Мухтара. (Написано совместно с профессором Умарали Норматовым).
4. «Ялгызлык». Повесть. Казань. Издательство «Магариф-Вакыт», 2018 г. (Переводчик с узбекского языка Факил Сафин)

Написанные ученым целый ряд (несколько десятков) актуальных и критических статей, не вошедших в вышеназванный многотомник, посвящены непосредственно вопросам, поставленным перед современной художественной литературой.
Деятельность Улугбека Хамдамова как ученого связана с узбекской литературой XX века и современной в частности с поэзией, в которой выявляет психологические внутренние переживания героев стремящихся к общечеловеческим ценностям в наше время.
Монография ученого «Узбекская поэзия XX века» находится на стадии выхода в свет.